# Фанта, Йозеф
Йозеф Фанта (чеш. Josef Fanta; 7 декабря 1856[…], Судомержице-у-Табора, Королевство Богемия[…] — 20 июня 1954[…], Прага, Чехословакия[…]) — чешский архитектор, дизайнер, художник, исследователь памятников архитектуры. В начале своей карьеры работал в стиле неоренессанса. С начала XX века он стал одним из самых важных представителей архитектуры чешского модерна.
Автор проектов исторического здания Главного вокзала в Праге и памятника Курган мира на поле Аустерлицкого сражения.

## Биография
Йозеф Фанта окончил Чешский технический университет (в то время Императорский политехнический институт) в Праге. В 1889-90 годах совершил учебную поездку в Италию. После учёбы Фанта стал ассистентом своего профессора Йозефа Зитека (автора, среди прочих работ, Национального театра и Рудольфинума). Для Национального театра Фанта создал, в том числе, лампу в стиле неоренессанс, которая до сих пор стоит перед театром. С 1881 года он работал ассистентом профессора Йозефа Шульце в Чешском техническом университете, а c 1909 года стал профессором средневековой архитектуры. С 1918 года он был членом Чешской академии наук и искусств. В 1926 году удостоился титула почётного доктора технических наук.
Первые работы Фанты были выполнены в стиле историзма, в традициях Чешского ренессанса. Впоследствии работал в стиле австрийского направления модерна — Сецессион.
В 1900 году он оформил чешскую экспозицию в павильоне Австро-Венгрии на Всемирной выставке в Париже и был награждён золотой медалью. Он участвовал в подготовке Этнографической выставки в 1895 году и Выставки Торгово-промышленной палаты в 1908 году с реконструкцией интерьеров Промышленного дворца в Пражском выставочном комплексе.
Занимался реставрацией архитектурных памятников, среди его работ Костел Святого Вацлава на Здеразе в Праге, ротонда в Тинце-над-Сазавоу и корчма «У Воевод» в Праге. Был озабочен изучением и сохранением памятников.
Работал над дизайном мебели и интерьеров. Особое внимание уделял церковному оформлению. Сменил Йозефа Моцкера на посту руководителя института реликвий Христианской академии в Праге.
Йозеф Фанта дружил со знаменитым чешским художником Альфонсом Мухой. Сотрудничал со строителем и меценатом Йозефом Главкой.
Как педагог Фанта воспитал несколько поколений чешских архитекторов.
Его женой была Юлия Фантова-Куса, видная деятельница движения за эмансипацию женщин и староста брненской женской ассоциации «Весна». У них было трое детей: дочери Мария и Эва, и сын Йозеф, погибший на итальянском фронте во время I мировой войны. Дочь Мария стала известной журналисткой и переводчицей, писала под псевдонимом Ma-Fa, её связывали многолетние романтические отношения с чешским политиком Яном Масариком.

## Работы
- студенческие общежития Главки[чеш.] в Праге,
- проект сграффито для дома Вила[чеш.] № 792 на Вацлавской площади (вместе с Миколашем Алшем).
- здание вокзала императора Франца Иосифа (сегодня Главный железнодорожный вокзал в Праге),
- Ондржейовская обсерватория,
- полная реконструкция костела Св. Яна Непомуцкого в Рожмитале[чеш.]
- дом общества Глагол в Праге[чеш.] в Праге,
- Курган Мира (памятник погибшим в битве под Аустерлицем),
- Восмикова вилла[чеш.] в Праге,
- здание нынешнего Министерства промышленности и торговли[чеш.], самое позднее здание Праги в стиле модерн (завершено в 1930-х годах), напоминающее здание, построенное между 1912 и 1919 годами в Хиросиме, Япония, Яном Летцелем, уроженцем Находа,

## Галерея

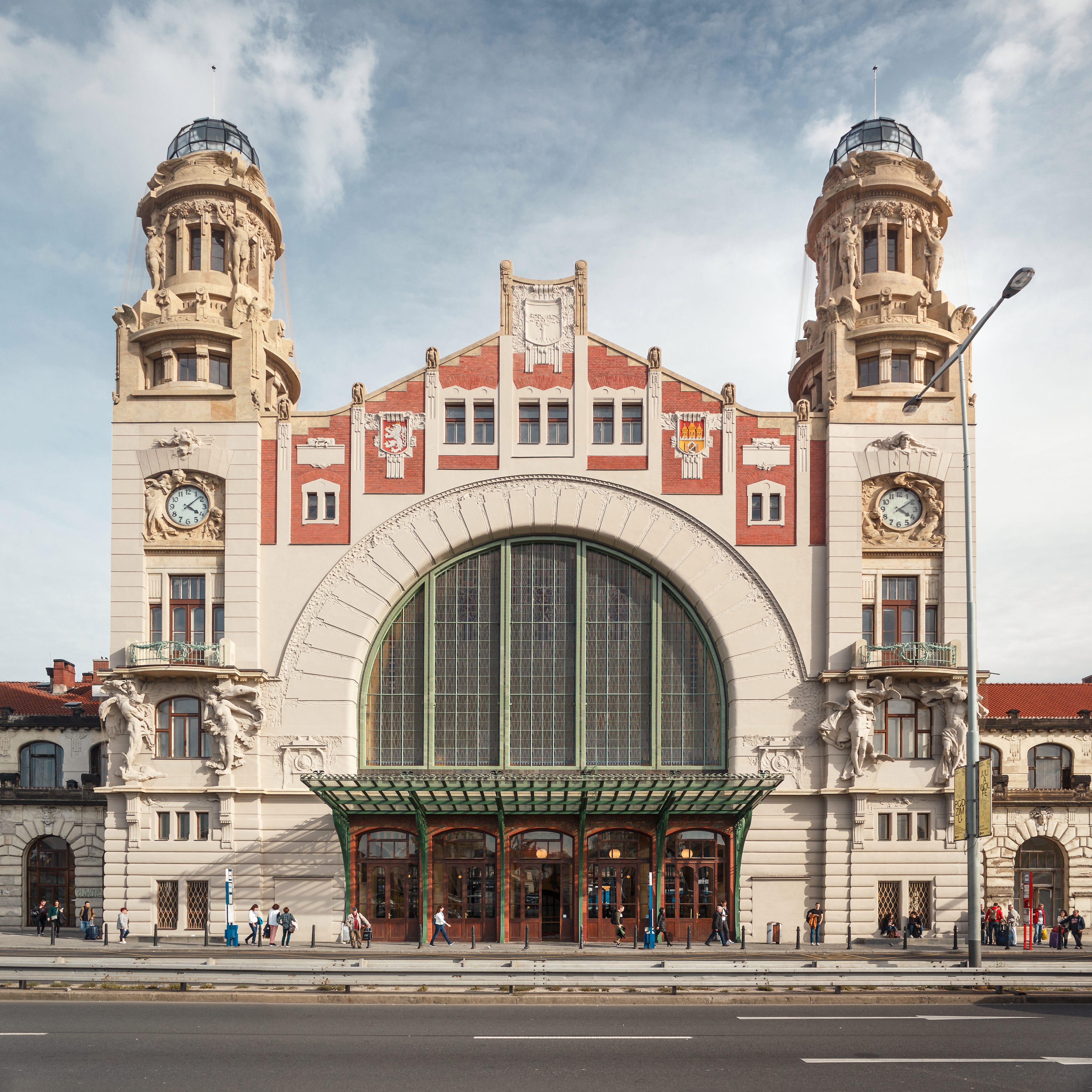
Фасад главного железнодорожного вокзала в Праге
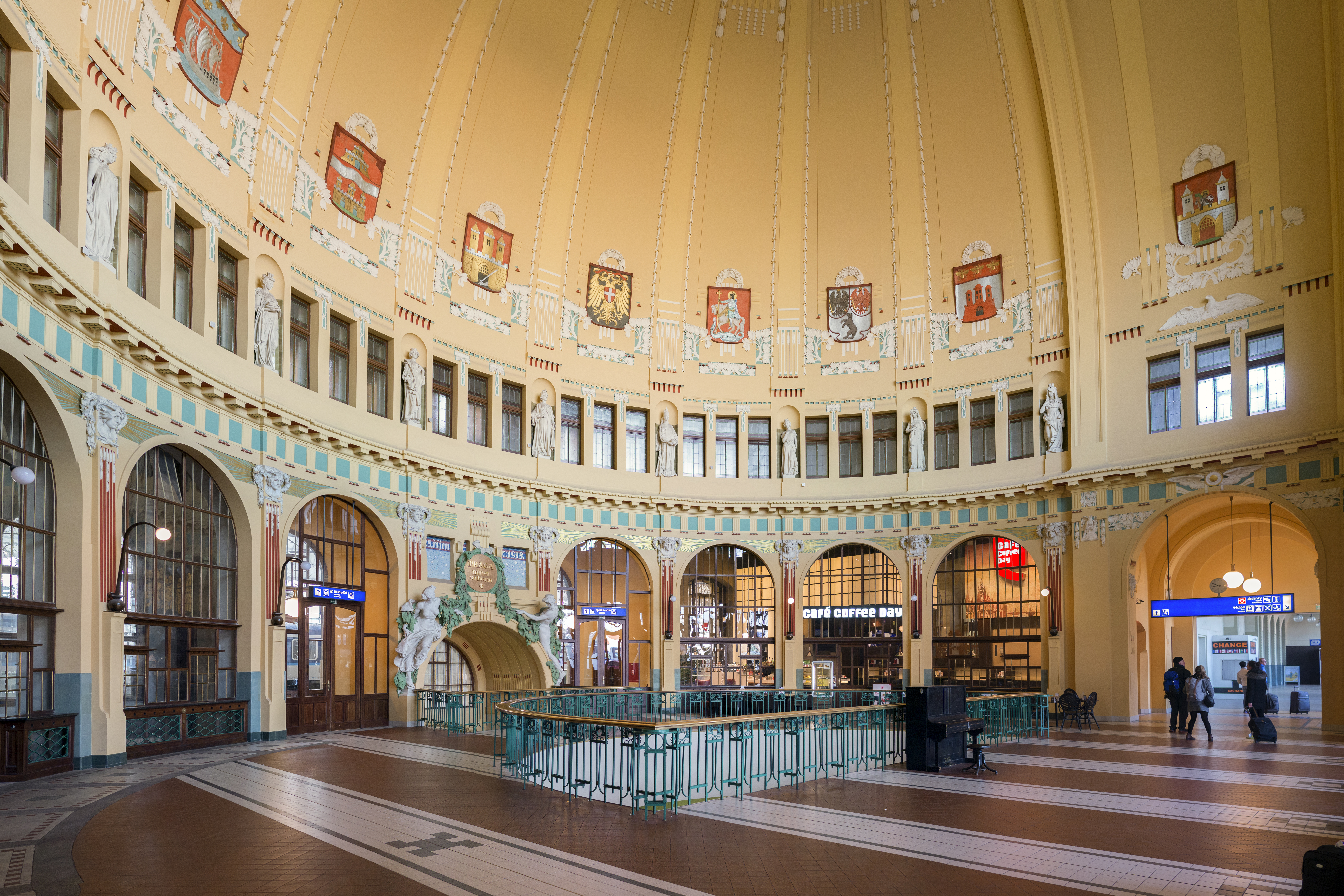
Бывший зал ожидания вокзала, сегодня кафе «Фанта».
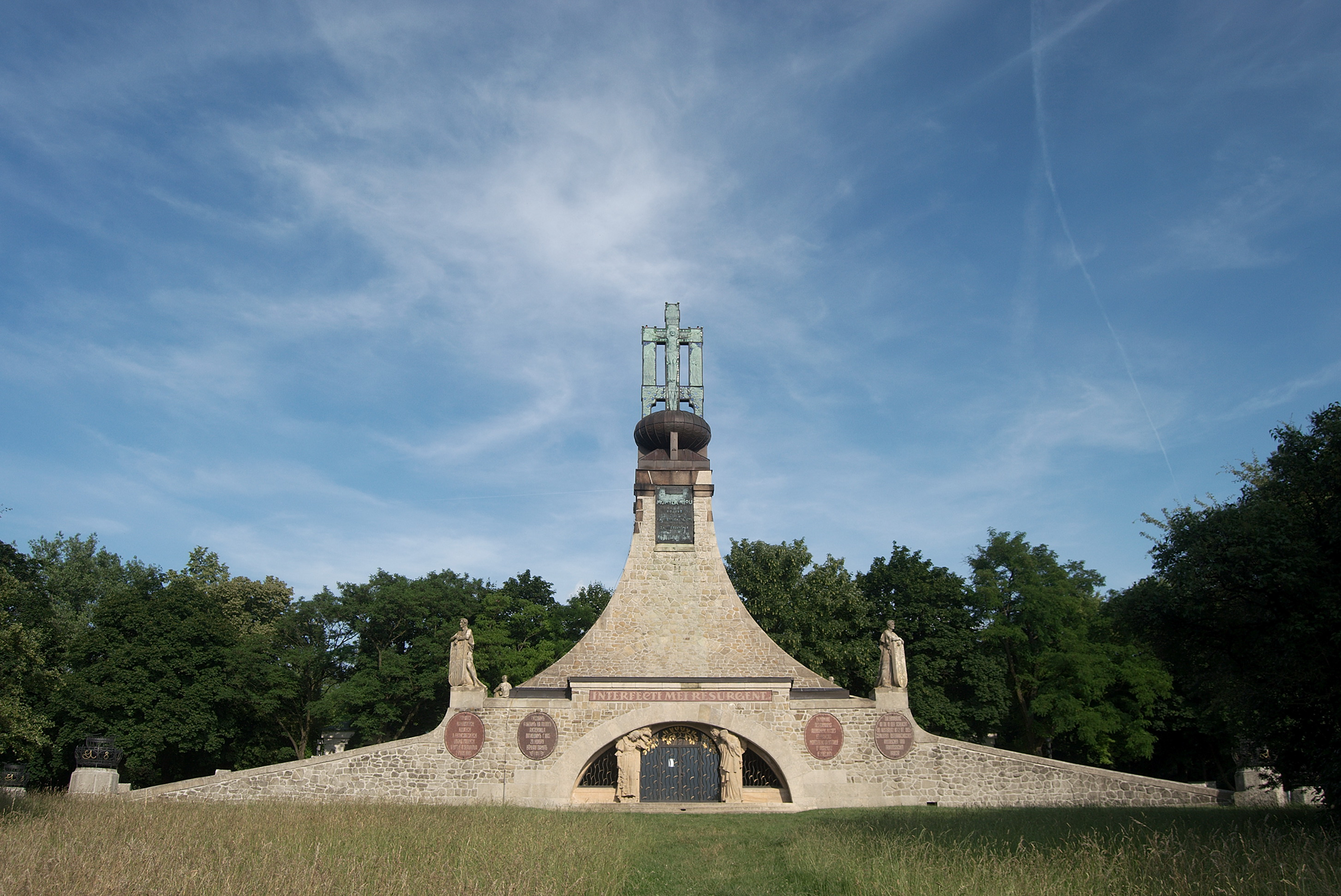
Курган мира на Пратецком холме
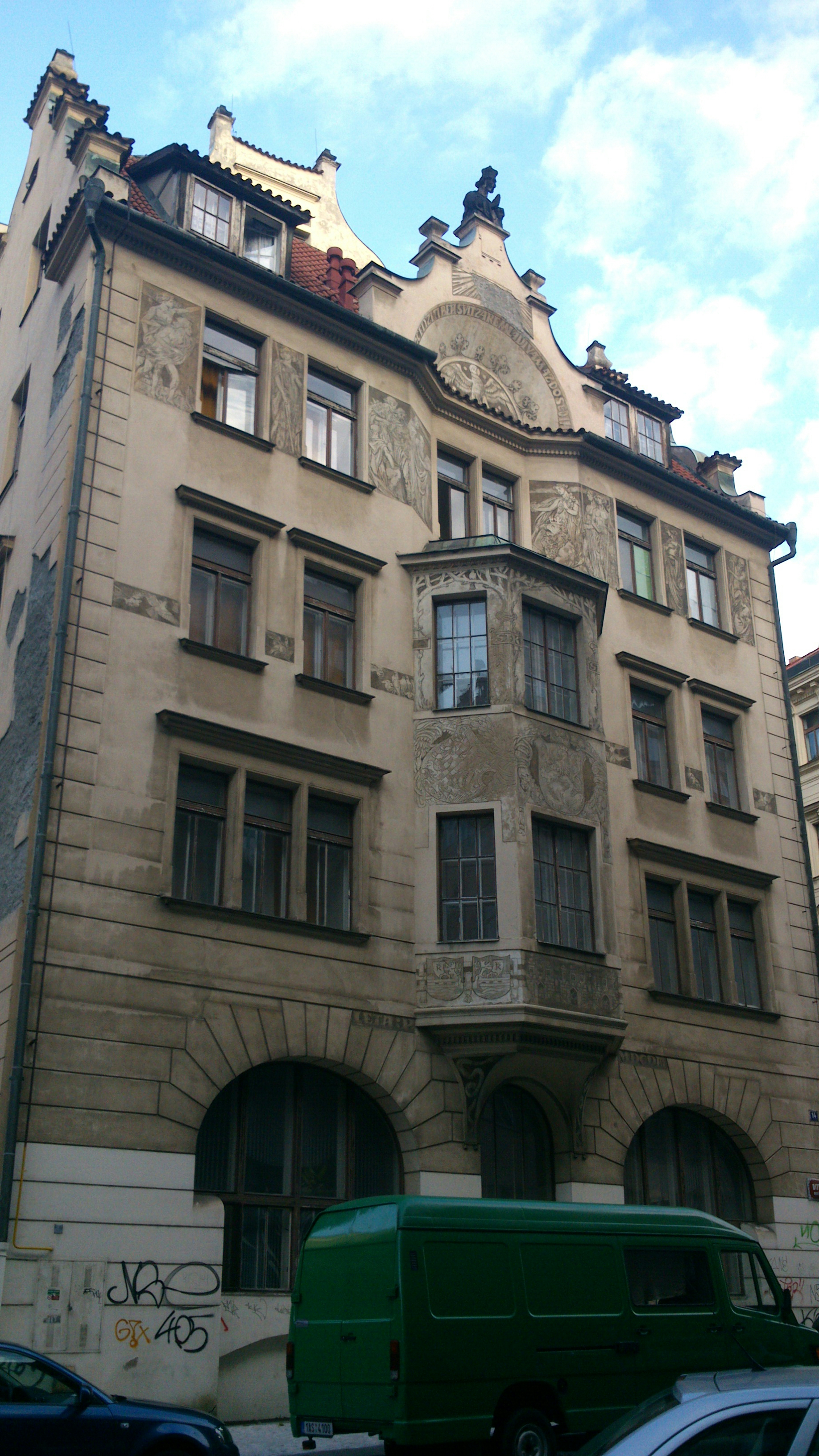
Студенческое общежитие Главка
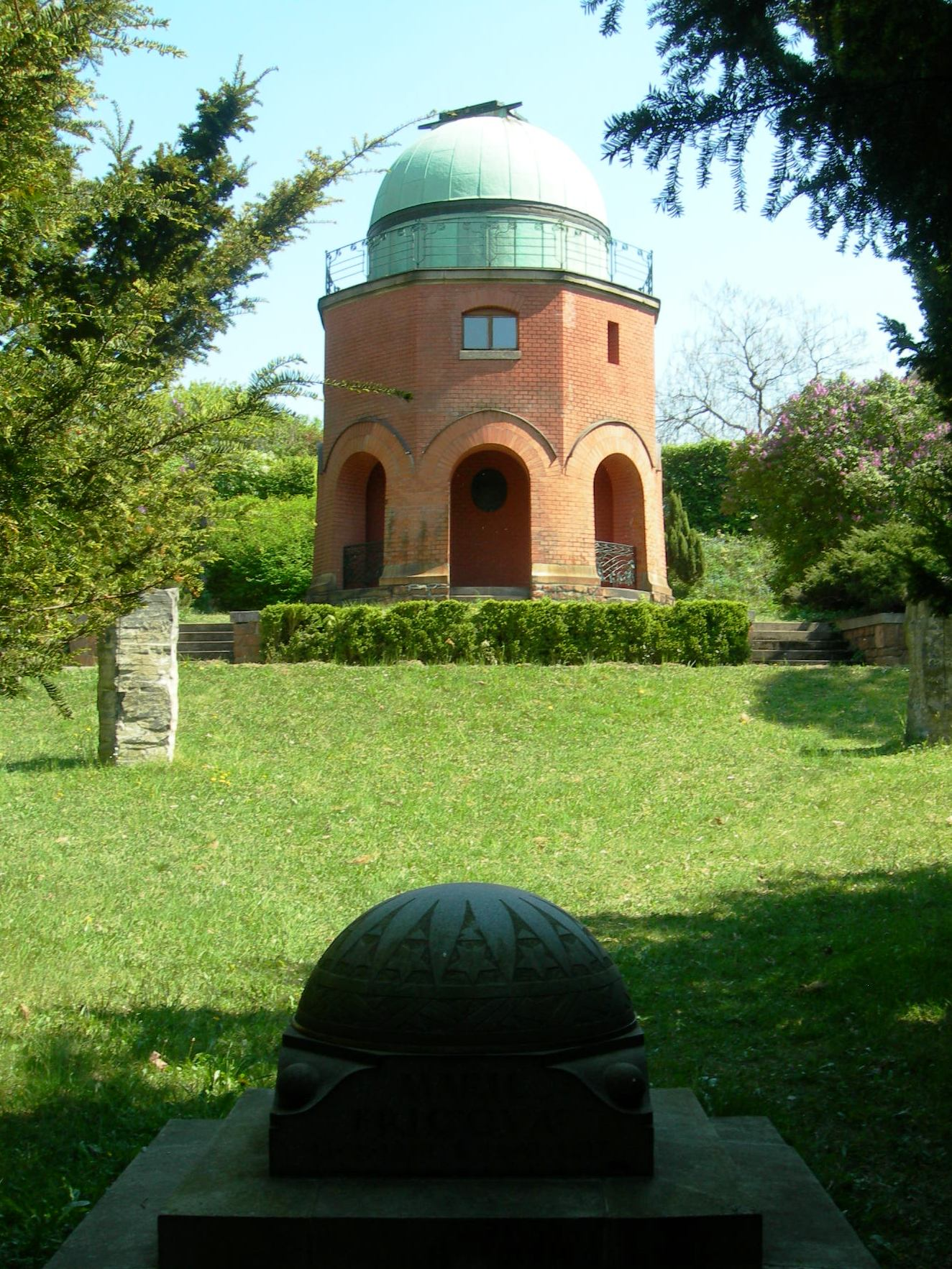
Западный исторический купол Астрономического института в Ондржейове
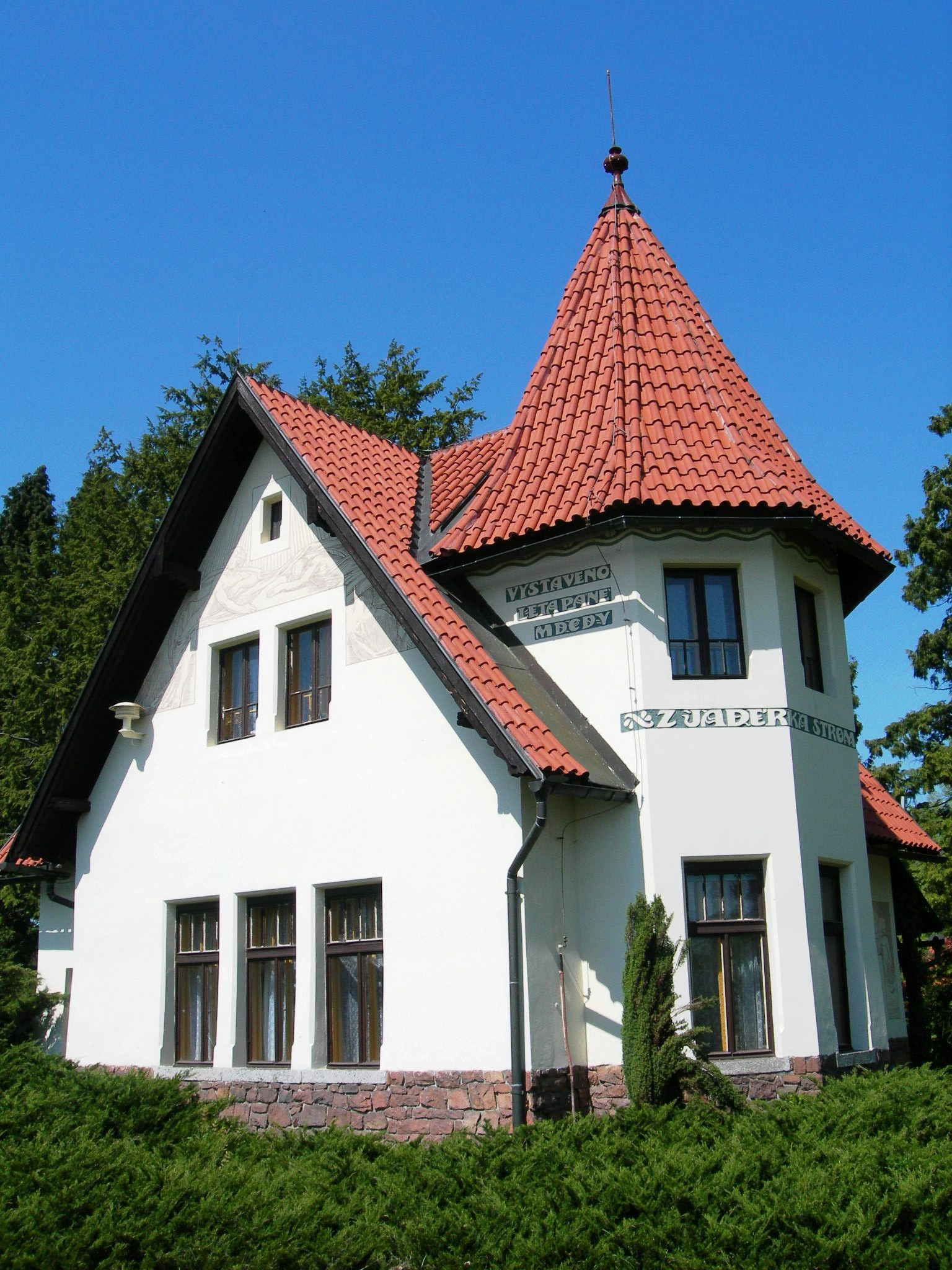
Бывший офис Фрича[чеш.] в обсерватории Ондржейове
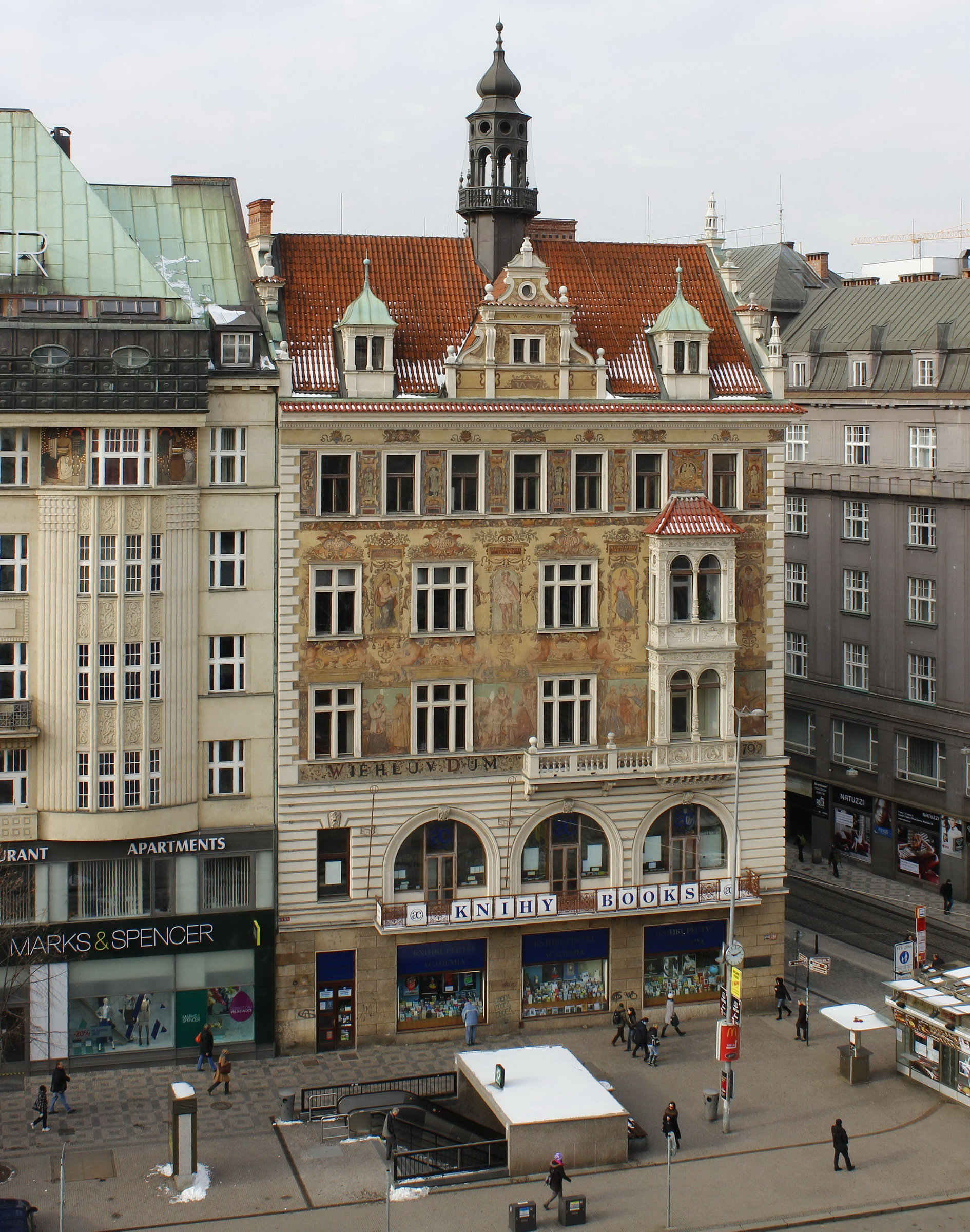
Вилув дом на Вацлавской площади. в Праге (декоративный сграффито)
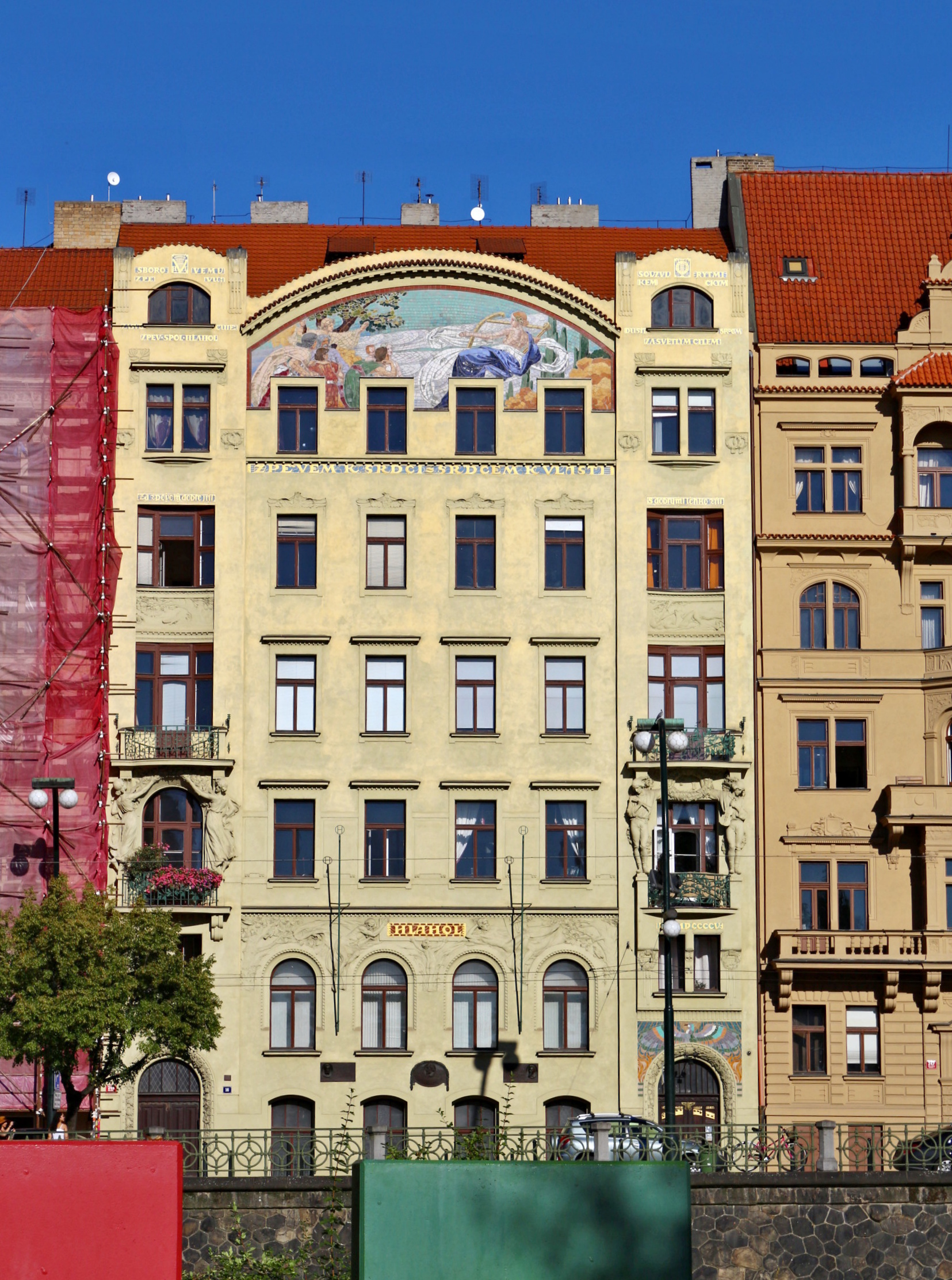
Дом общества Глагол, Прага, Масарикова набережная
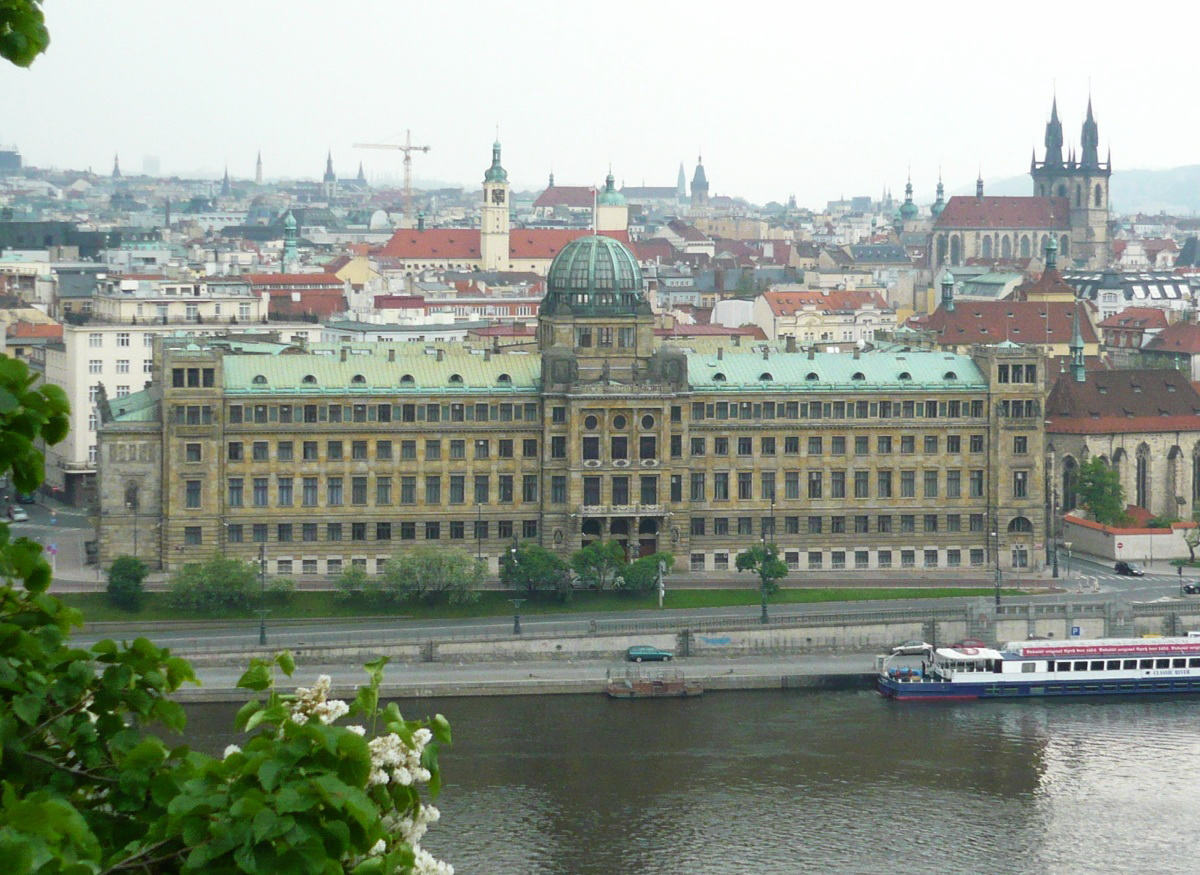
Здание Министерства торговли, 1928–1934 гг.
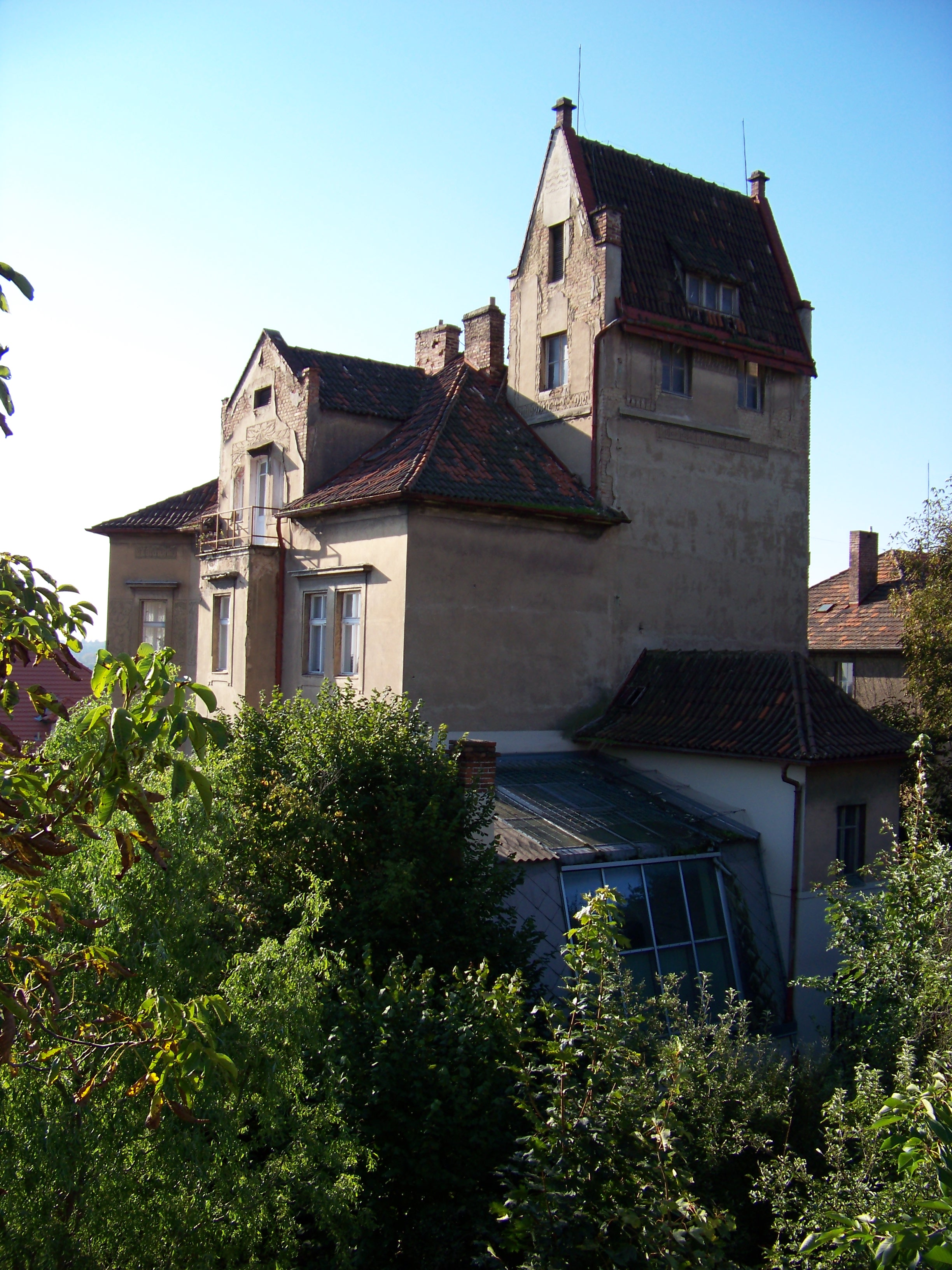
Восмикова вилла, Прага 5
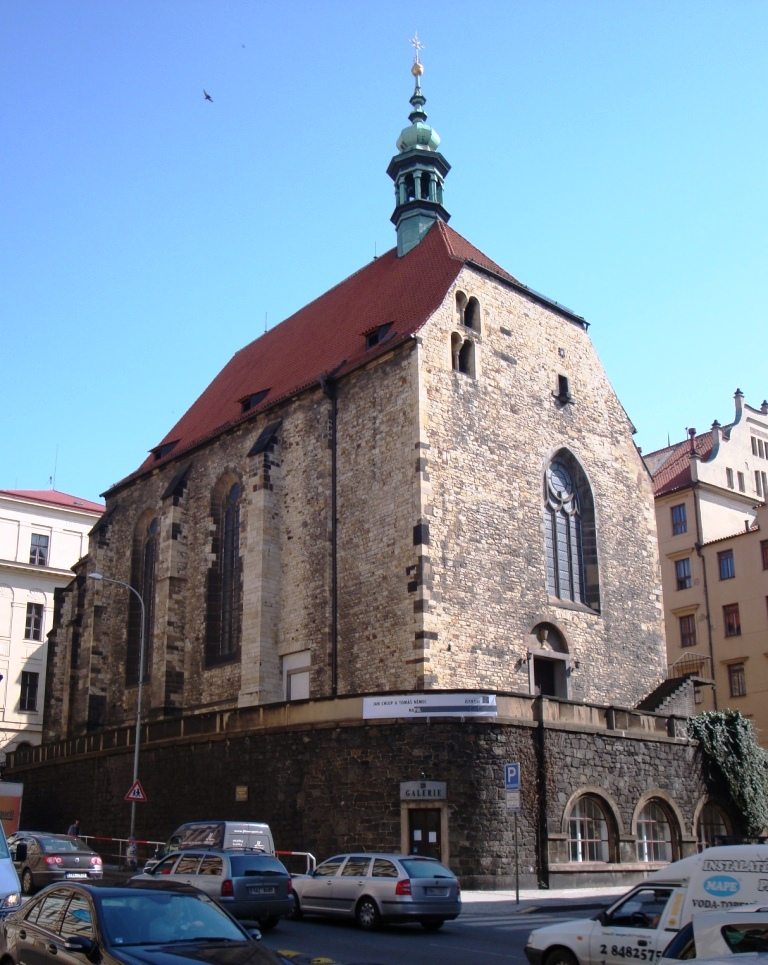
Костёл Св. Вацлава на Здеразе
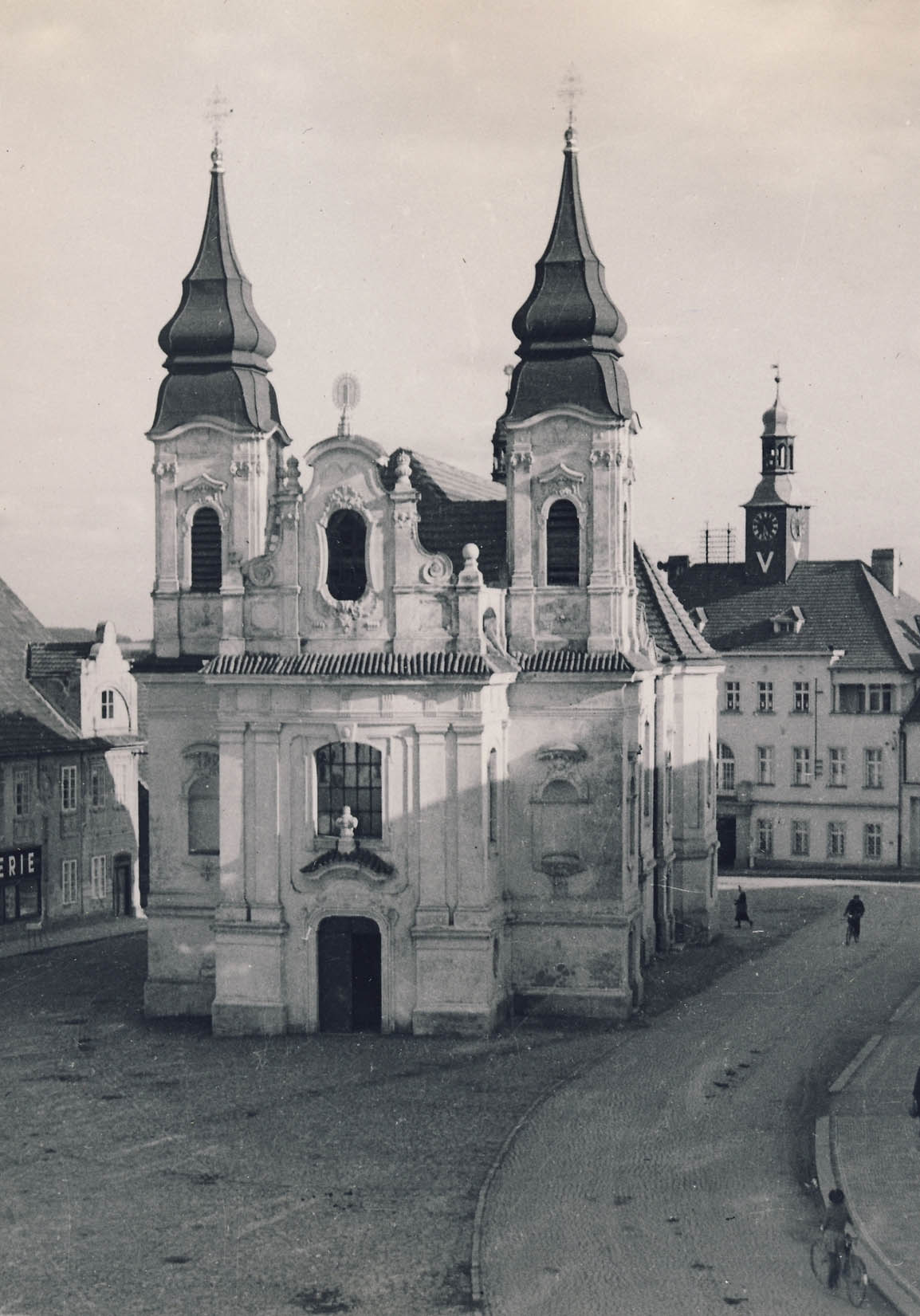
Церковь Св. Яна Непомуцкого в Рожмитале